# Тяусуяма
Тяусуяма (яп. 茶臼山) — гора, расположенная на границе префектур Айти и Нагано. Это самая высокая вершина префектуры Айти, её высота составляет 1415 метров. Гора находится на территории квазинационального парка Тенрю-Окумикава. Имеет конусообразную форму.
Между Тяусуямой и горой Хагитаро лежит плато Тяусуяма площадью 4 км². На нём произрастает около 400 тыс. флоксов. Оно является туристической достопримечательностью, зимой там работает горнолыжный курорт. У горы лежит лес площадью 6 км².